# Michel Delaroche (homme politique)
Pour les articles homonymes, voir Michel Delaroche et Delaroche.
Michel Delaroche (ou de La Roche ; Genève, 31 octobre 1775 - Ingouville, 7 août 1852) est un homme politique, banquier et négociant français.

## Biographie

### Vie privée
Petit-fils du négociant Michel de La Roche et d'Anne de Monthion, et fils de Daniel de La Roche, médecin et botaniste distingué, médecin des Gardes suisses et de l'hôpital Necker, membre du Conseil des Deux-Cents, et de Marie de Castanet, il est le frère de François-Étienne de La Roche et d'Alphonsine de La Roche (épouse du commandant Jean-Honoré Say puis d'André Marie Constant Duméril).
Il est envoyé dans un pensionnat en Angleterre, puis il est placé dans une maison de banque parisienne en 1790. Lié avec son cousin Jean-Baptiste Say, il est partisan des doctrines constitutionnelles anglaises et se fixe à Londres durant la Révolution. 

### Vie publique
Il revient en France en 1798 comme agent d'une maison de commerce, puis il entre dans la banque de Jean-Antoine Gautier, gendre d'Étienne Delessert et beau-frère de Delessert (Delaroche épousa lui-même Cécile Delessert, nièce du banquier Étienne Delessert), l'envoya au Havre en 1802 pour y implanter une maison de commerce qui prospéra rapidement. L'établissement est transféré à Nantes en 1804 à la suite de la rupture de la paix d'Amiens et du blocus du port du Havre.
Delaroche retourna au Havre en 1814 et devient président du Tribunal de commerce et de la Chambre de commerce de la ville jusqu'en 1819.
Il est membre du conseil général de la Seine-Inférieure de 1818 à 1832, et est député du département de 1819 à 1824, puis de 1831 à 1833. Il est également maire du Havre de 1830 à 1831.

## Famille
Il épouse, le 16 octobre 1804, Cécile de Lessert, fille de Paul Benjamin de Lessert et de Suzanne Massé. Ils ont six enfants :
- Mathilde Delaroche (1er août 1805 - 27 décembre 1845) épouse Louis François Pochet (12 décembre 1799 - 15 janvier 1867), dont descendance ;
- Pauline Marie Elise Cécile Delaroche (29 octobre 1807 - 31 mai 1852) épouse Charles Latham (5 juin 1795 - 7 janvier 1875), dont descendance ;
- Henri David Delaroche (20 juillet 1809 - 16 septembre 1809), célibataire, sans enfants ;
- Amande Sophie Delaroche (20 août 1813 - 17 avril 1830), célibataire, sans enfants ;
- François-Henri Delaroche (19 janvier 1816 - 30 janvier 1903) épouse Céline Laurence Oberkampf (14 avril 1823 - 17 mai 1886), dont descendance ;
- Émilie Delaroche (15 septembre 1823 - 21 novembre 1894) épouse Joseph Adrien Gastambide (15 avril 1808 - 15 mai 1880), dont descendance (Jules Gastambide);

## Distinctions

### Décorations
- Chevalier de la Légion d'honneur (décret du 20 mai 1831)[réf. souhaitée]